# 영국령 키프로스
영국령 키프로스(그리스어: Βρετανική Κύπρος; 튀르키예어: Britanya Kıbrısı)는 대영 제국의 지배를 받은 키프로스 섬으로, 1878년부터 1914년까지는 영국 보호령으로, 1914년부터 1925년까지는 일방적으로 합병된 군사 점령지로, 그리고 1925년부터 1960년까지는 왕령 식민지로 순차적으로 통치되었다. 1959년 2월 19일 런던 취리히 협정에 따라, 키프로스는 1960년 8월 16일 독립 공화국이 되었다.

## 역사

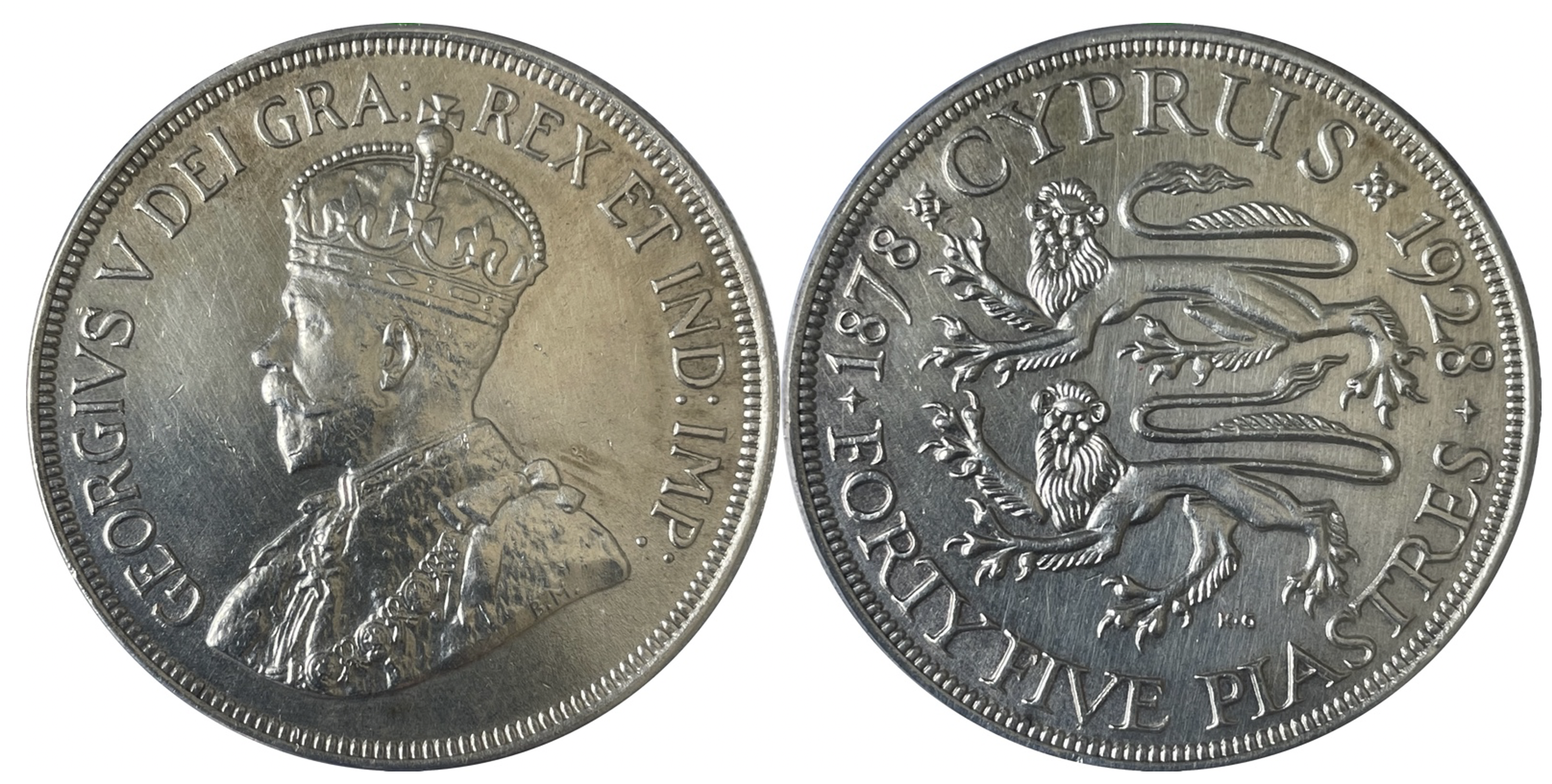
은화: 45 피아스터 영국령 키프로스 조지 5세 – 1928년

키프로스 국기 (1881–1922)

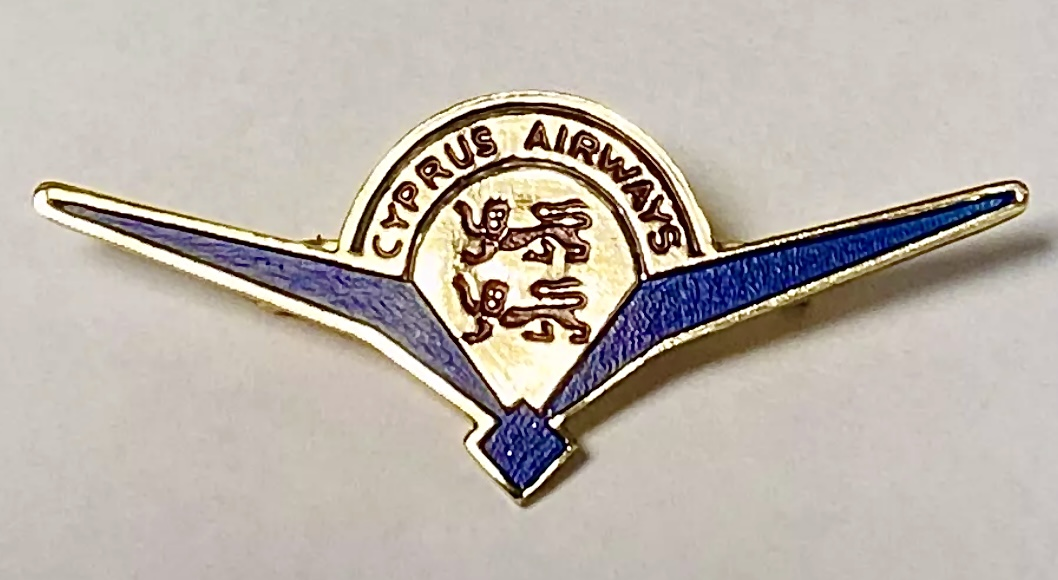
키프로스 항공 조종사 비행 뱃지 (1947–1960)

### 형성
키프로스는 1570년부터 71년까지 베네치아 공화국으로부터 정복된 이후 오스만 제국의 영토로, 가장 마지막에는 에게 제도 빌라예트의 일부였다.

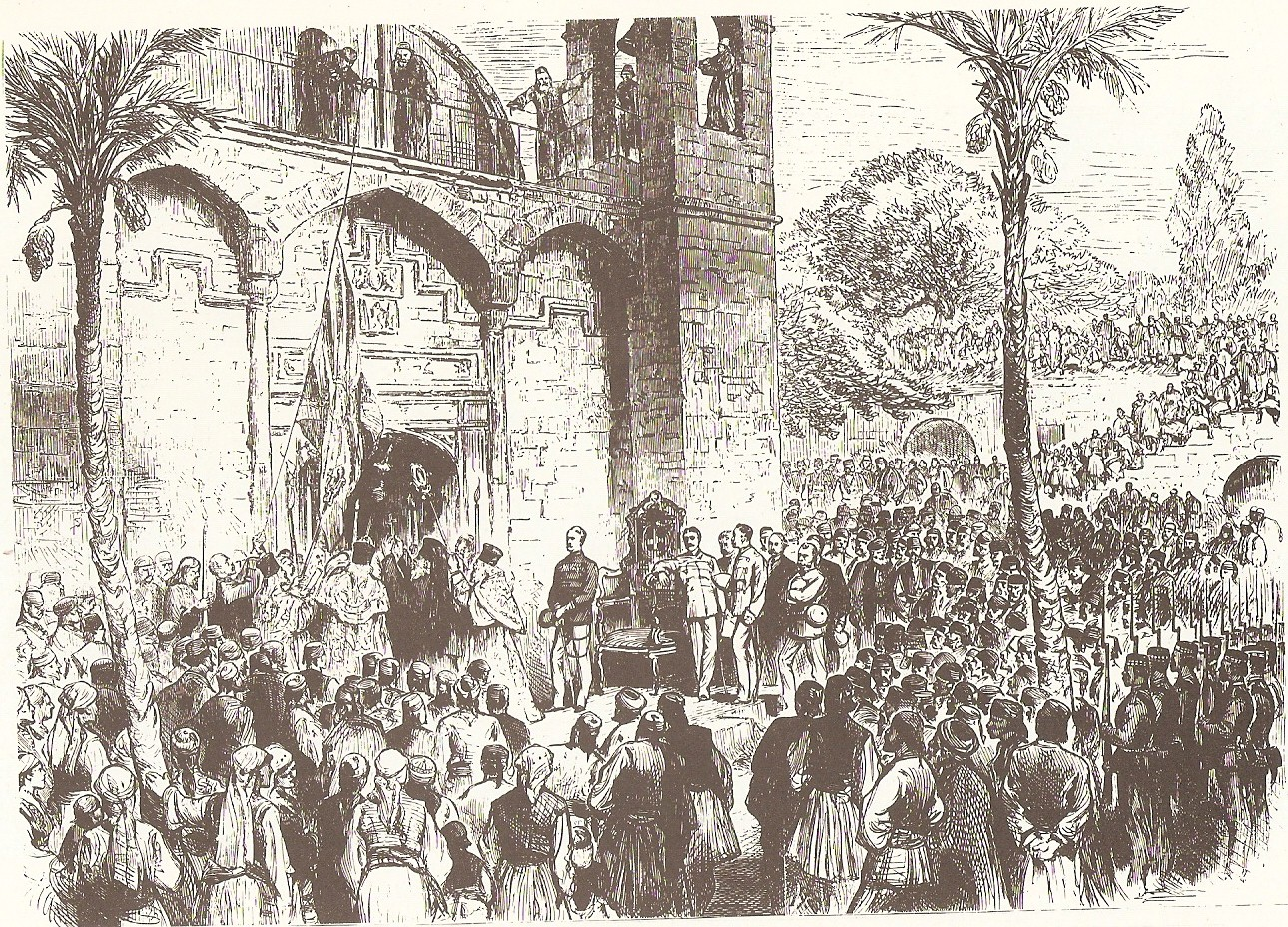
그리스 정교회 사제들이 1878년 니코시아에서 게양된 유니언 잭에 축복을 내리고 있다

명목상 오스만 종주권 하의 영국 보호령은 러시아-튀르크 전쟁 이후 1878년 6월 4일 키프로스 협약에 따라 수립되었는데, 이는 베를린 회의 동안 오스만 제국에 대한 영국의 지지 대가였다. 키프로스는 이후 영국 보호령으로 선포되어 비공식적으로 대영 제국에 편입되었다. 이는 1914년 11월 5일까지 유지되었는데, 오스만 제국이 동맹국에 합류하여 제1차 세계 대전에 참전한 후 영국은 비록 군사 행정 지위하에 있었지만 키프로스를 대영 제국에 완전히 합병한다고 선언했다. 키프로스 왕령 식민지는 10년 후인 1925년에 선포되었는데, 이는 영국의 키프로스 합병이 두 번에 걸쳐 확인된 후였다. 첫째는 1920년 세브르 조약에서였으나 실행되지 않았고, 둘째는 1923년 로잔 조약에서 다시 확인되었다.

### 그리스와의 합병 제안
그리스의 파블로스 국왕은 1948년 키프로스가 그리스와 합병하기를 원한다고 선언했다. 키프로스 정교회는 1950년 국민투표를 실시했으며, 이에 따르면 그리스계 키프로스인 인구의 약 97%가 합병을 원했다. 그리스의 청원과 에노시스는 유엔에 의해 받아들여지면서 국제적인 문제가 되었다.

### 키프로스 비상사태
키프로스 비상사태는 1955년부터 1959년까지 키프로스에서 발생한 군사 작전이었다. 키프로스 비상사태는 주로 그리스계 키프로스 군사 단체인 EOKA가 키프로스에서 영국을 몰아내고 그리스와 통일하려는 캠페인으로 이루어졌다.

### 독립
1959년 2월 19일에 서명된 런던 취리히 협정은 독립 키프로스 헌법 제정 절차를 시작했다. 영국은 1960년 8월 16일 키프로스에 독립을 부여하고 키프로스 공화국을 수립했다. 카리스마 넘치는 종교 및 정치 지도자인 마카리오스 3세 대주교가 독립 키프로스의 초대 대통령으로 선출되었다. 독립 협정의 일환으로 영국은 영국의 해외 영토로서 아크로티리 데켈리아 주권 기지 지역에 대한 소유권을 유지했다.
1961년 3월 1961년 영연방 총리 회의에서 키프로스는 독립적인 영연방 공화국이 되었고, 마카리오스 3세 대주교는 영연방 국가원수이자 영연방 정부수반이 되었다.
1961년, 키프로스 공화국은 유엔의 99번째 회원국이 되었다.

## 주목할 만한 거주자
- 프레드 해리슨 (1944년 출생), 영국 작가이자 경제학자로 영국령 키프로스에서 태어났다.

## 같이 보기
- List of colonial governors and administrators of British Cyprus
- 키프로스의 역사 (1878년–현재)